# Union Carbide Productions
La Union Carbide Productions (abbreviato: UCP o U.C.P.) era una rock band svedese, originaria di Göteborg ed in attività dalla metà degli anni ottanta alla prima metà degli anni novanta.

Membri del gruppo erano: Torbjörn "Ebbot" Lundberg (voce), Patrik Caganis, Ian Person, Jan Skoglund, Björn Olsson, Per Helm e Henrik Rylander.
Erede svedese di gruppi quali gli Stooges e gli MC5, nei sette anni di attività, la band, il cui nome deriva da quello della multinazionale statunitense Union Carbide, incise 4 album (In the Air Tonight, Financially Dissatisfied, Philosophically Trying, From Influence to Ignorance e Swing) . A questi bisogna poi aggiungere due raccolte (The Golden Age of... e Remastered to be Recycled), pubblicate nel 1997 e nel 2004.
Dalla scissione del gruppo è nata una nuova formazione, The Soundtrack of Our Lives.

## Storia
Il gruppo nacque nel 1986: i fondatori furono Torbjörn "Ebbot" Lundberg, Patrik Caganis, Björn Olsson, Per Helm e Henrik Rylander, cinque ragazzi che vivevano nei quartieri  "bene" di Göteborg e che in precedenza si esibivano in modo non professionale in varie band.

Caganis aveva conosciuto Lundberg nel 1982 in  Gran Bretagna, prima di trascorrere un anno come studente alla pari in Minnesota, dove ebbe modo di assistere alle esibizioni di varie rock-band di Minneapolis. In seguito, nella primavera del 1986, i due conobbero Olson e Rylander, che suonavano  in una band chiamata come una canzone dei Cars, "Heartbeat City".
Il nome della neo-nata rock-band fu ispirato da una batteria per pedali, posseduta da Björn Olsson e prodotta appunto dalla Union Carbide Corporation Fu cambiato soltanto il termine "Corporation", che diventò "Productions".
Il 14 giugno 1986 segnò il debutto ufficiale dal vivo della band, avvenuto in occasione di un festival tenutosi a Göteborg e che promuoveva la salvaguardia delle foreste.

Nell'aprile dell'anno seguente, il gruppo, dopo essersi esibito in un concerto al "Moxx Club" (18 settembre)  ed aver inciso tre brani demo (Financial Declarations, Summer Holiday Camp e So Long) presso lo studio "Mac-a-Matic" di Göteborg, fu messo sotto contratto dalla Radium 226.05.
Nel settembre 1987, uscì il primo LP del gruppo, intitolato In the Air Tonight: l'album è un condensato di brani risalenti agli esordi del gruppo, a cui vanno aggiunti brani più sperimentali, tra questi quello che chiude il disco, la lunga jam rumorista Down on the Beach. 
Nello stesso anno, la band si esibì durante il Festival di Hultsfred.
L'anno successivo, la band intraprese un tour negli Stati Uniti.
In seguito, la band incise gli album  Financially Dissatisfied, Philosophically Trying (1989) e From Influence to Ignorance (1991).

Nel frattempo, nel 1989, il chitarrista Björn Olsson e il bassista Per Helm avevano lasciato il gruppo ed erano stati sostituiti da Ian Person e da Jan Skogklund.
Nel 1992, la band incise l'ultimo album, Swing, prodotto a Chicago da Steve Albini, prima di sciogliersi definitivamente nel dicembre del 1993.
Dopo lo scioglimento della band, Lundberg  e Olsson fondarono il gruppo The Soundtrack of Our Lives.
Nel 2003, gli ex-componenti della Union Carbide Productions si ritrovarono in occasione del Festival di Hultsfred.

## Membri[2]
- Patrik Caganis
- Per Helm, bassista (fino al 1989)
- Ebbot Lundberg (Göteborg, 26 febbraio 1966), voce
- Björn Olsson, chitarrista (fino al 1989)
- Ian Person, chitarrista (dal 1989)
- Henrik Rylander (Malmö,  1966), batterista
- Jan Skoglund, bassista (dal 1989)

## Discografia

### Album
- In the Air Tonight (1987)
- Financially Dissatisfied, Philosophically Trying (1989)
- From Influence to Ignorance (1991)
- Swing (1992)
- The Golden Age of... (raccolta, 1997)
- Remastered to be Recycled (raccolta, 2004)